# (13489) Dmitrienko
(13489) Dmitrienko est un astéroïde de la ceinture principale.

## Description
(13489) Dmitrienko est un astéroïde de la ceinture principale. Il fut découvert le 20 octobre 1982 à Naoutchnyï par Lioudmila Karatchkina. Il présente une orbite caractérisée par un demi-grand axe de 3,01 UA, une excentricité de 0,11 et une inclinaison de 9,1° par rapport à l'écliptique.

## Compléments